# شرف‌خان بدلیسی

نگاره‌ای خیالی از شرف‌خان بدلیسی

شرف‌الدین بن شمس‌الدین بـِدلیسی معروف به شرف‌خان بدلیسی (۹۴۵ قمری- درگذشت: ۱۵۹۹/۱۶۰۳ میلادی) یکی از تاریخ‌نگاران کرد است که در مورد تاریخ کردان کتابی به فارسی نوشته‌است وی از عشیره روژکی از تیره بلباس بوده است که نوادگان نزدیک به او عشیره پیران می باشند که در ایران ترکیه و عراق زندگی میکنند عشیره روژکی که از سلسه پادشاهان ساسانی بوده اند در بدلیس و کشور آذربایجان در مناطقی تحت حکومت روژکی ها اداره میشد .
کتاب او به نام شرفنامه، تاریخ مفصل کردستان، که به زبان فارسی نوشته شده از منابع اصلی تاریخی مربوط به کردان به شمار می‌آید. او اکثر عمر خود را صرف تکمیل این کتاب کرده و از توانایی بالایی در تشخیص کردان از روی ظاهر افراد داشته وی شرفنامه را در ۱۵۹۷ میلادی به پایان رساند.کتاب شرفنامه مهروی اثر نواده اوست که درک دقیقی از حوادث تاریخی دارد.

## زندگی
شرفخان در کرهرود (امروزه بخشی از شهر اراک) زاده شد. نیاکان او امیران ایل روژکی بودند که در سال ۱۵۴۳ میلادی بر منطقه بتلیس (در کردستان ترکیه) فرمان می‌راندند. اسکندربیک منشی در ذکر امرای نامدار شاه طهماسب، به فرمانروایی شرف خان روزکی (روژکی) بر تنکابن اشاره کرده‌است. رابینو نیز در ذکر فرمانروایان صفویِ حاکمِ تنکابن، از شرف الدین نام برده‌است.
دگرگونی‌های سیاسی باعث شد تا پدر او، امیر شمس‌الدین بن شرف‌الدین به ایران مرکزی مهاجرت کند.
شرفخان در سن نه سالگی به دربار شاه تهماسب یکم راه یافت. شرفخان به مدت بیست سال در استان‌های گوناگون ایران به عنوان والی منصب داشت. در سال ۱۵۷۶ به مرکز فراخوانده شد و به همراه ۶۰۰ خانوار از ایل و خانواده خود به مأموریتی به سوی منطقه وان (ترکیه امروزی) فرستاده شد. خسرو پاشا، فرماندار وان، از ترس ورود فرستادگان به دربار سلطان مراد سوم گریخت. شرفخان بدین وسیله فرمانروایی موروثی بر بتلیس و منطقه موش را به دست آورد.